# 傷寒 (中醫)
傷寒或說傷寒病，出自中医学的範疇，有廣義與狹義的區別。

## 定義
广义伤寒是一切外感熱病的总称。狭义伤寒是外感风寒之邪，感而即发的疾病。
- 《素問·熱論》說：“今夫熱病者，皆傷寒之類也。”指的是廣義傷寒。
- 《难经·五十八难》：“伤寒有五，有中风，有伤寒，有湿温，有热病，有温病。”其中“伤寒有五”之傷寒為廣義傷寒，五種之中的傷寒為狹義傷寒。
- 《伤寒论·伤寒例》：“中而即病者，名曰伤寒。”

太陽傷寒證脈證提綱：
- 《伤寒论》第3条：“太阳病，或已发热，或未发热，必恶寒，体痛，呕逆，脉阴阳俱紧者，名为伤寒。”

太陽傷寒證證治：
- 《傷寒論》第35条：“太阳病，頭痛发热，身疼腰痛，骨節疼痛，恶風無汗而喘者，麻黃湯主之。”

## 外部連結
- 傷寒 （页面存档备份，存于） 中藥方劑圖像數據庫 (香港浸會大學中醫藥學院) （中文）（英文）